# フロリダ・アトランティック大学
フロリダ・アトランティック大学（英語: Florida Atlantic University、公用語表記: Florida Atlantic University）は、アメリカ合衆国, フロリダ州, ボカラトンに本部を置くアメリカ合衆国の州立大学。1961年創立、1961年大学設置。

## 概要
フロリダ州立大学システムに属している。大学のキャンパスは第二次世界大戦前に日系アメリカ人が集団移住した土地であり、ヤマト・コロニー（Yamato Colony）と呼ばれていた。座標は北緯26度22分16秒 西経80度06分07秒 / 北緯26.371度 西経80.102度。近くのモリカミ博物館で当時の資料を見ることができる。